# Pissaro
Pissaro è un documentario cortometraggio del 1977 diretto da Roger Leenhardt e basato sulla vita del pittore francese Camille Pissarro.